# Пластична деформація
Пласти́чна деформа́ція (англ. plastic strain) — складова залишкової деформації, що не викликає зміни об'єму.
З погляду мікроскопічної будови тіла при пластичній деформації принаймні частина атомів розривають хімічні зв'язки й покидають свої потенціальні ями. Таким чином, пластична деформація супроводжується масопереносом.
Пластична деформація, на відміну від пружної, є залишковою і залишається після зняття навантаження. Вона пов'язана з переміщенням атомів усередині кристалів на відносно великі відстані й викликає залишкові зміни форми, структури і властивостей без макроскопічних порушень суцільності металу. Пластична деформація в кристалічних твердих тілах може здійснюватися ковзанням і двійникуванням.
Ковзання — це зміщення окремих частин кристала (однієї частини щодо іншої) під дією дотичних напружень, коли ці напруження в площині й напрямі ковзання досягають певної критичної величини.
Двійникування — поворот однієї частини кристала в положення симетричне другій його частині.
В обох випадках пластична деформація відбувається по певних площинах і напрямах у кристалічних ґратках. Ковзання в кристалічних ґратках проходить по найщільніше усіяних атомами кристалічних площинах і кристалографічних напрямах, де величина опору зсуву є найменшою. Це пояснюється тим, що відстань між сусідніми атомними площинами є найбільшою, а зв'язок між ними найменший. Чим більше в металі можливих площин і напрямів ковзання, тим вища його здатність до пластичної деформації.
В залежності від здатності зазнавати пластичної деформації матеріали поділяються на пластичні й крихкі.
Величина пластичної деформації часто залежить від часу, протягом якого тіло перебуває під навантаженням. Властивість пластичної деформації збільшуватися з часом називається повзучістю.